# Macromia
Genre
Macromia est le genre le plus nombreux de la famille des Macromiidae appartenant au sous-ordre des Anisoptères dans l'ordre des Odonates. Il comprend 79 espèces.

## Caractéristiques
Ce genre comprend des libellules robustes de couleur sombre avec des reflets métalliques. Le thorax est traversé par une seule bande thoracique complète de couleur jaune et on retrouve des motifs de cette couleur sur l'abdomen également.
La larve du genre Macromia est trapue et possède de longues pattes.

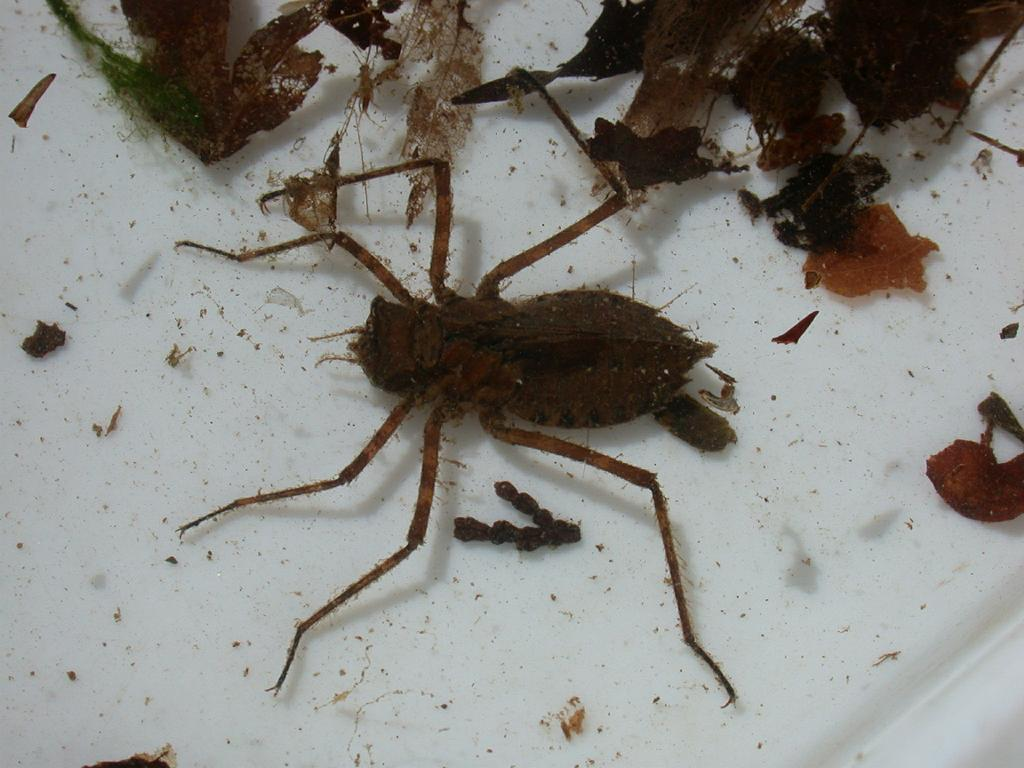
Macromia amphigena, larve

## Liste d'espèces
- Macromia aculeata Fraser, 1927
- Macromia alleghaniensis Williamson, 1909
- Macromia amphigena Selys, 1871
- Macromia annaimallaiensis Fraser, 1931
- Macromia annulata Hagen, 1861
- Macromia arachnomima Lieftinck, 1953
- Macromia astarte Lieftinck, 1971
- Macromia beijingensis Zhu & Chen, 2005
- Macromia bellicosa Fraser, 1924
- Macromia berlandi Lieftinck, 1941
- Macromia calliope Ris, 1916
- Macromia callisto Laidlaw, 1902
- Macromia celaeno Lieftinck, 1955
- Macromia celebica van Tol, 1994
- Macromia chaiyaphumensis Hämäläinen, 1985
- Macromia chalciope Lieftinck, 1952
- Macromia chui Asahina, 1968
- Macromia cincta Rambur, 1842
- Macromia cingulata Rambur, 1842
- Macromia clio Ris, 1916
- Macromia corycia Laidlaw, 1922
- Macromia cupricincta Fraser, 1924
- Macromia cydippe Laidlaw, 1922
- Macromia daimoji Okumura, 1949
- Macromia dione Lieftinck, 1971
- Macromia ellisoni Fraser, 1924
- Macromia erato Lieftinck, 1950
- Macromia euphrosyne Lieftinck, 1952
- Macromia eurynome Lieftinck, 1942
- Macromia euterpe Laidlaw, 1915
- Macromia flavicincta Selys, 1874
- Macromia flavocolorata Fraser, 1922
- Macromia flavovittata Fraser, 1935
- Macromia flinti Lieftinck, 1977
- Macromia fulgidifrons Wilson, 1998
- Macromia gerstaeckeri Krüger, 1899
- Macromia hamata Zhou, 2003
- Macromia hermione Lieftinck, 1952
- Macromia holthuisi Kalkman, 2008
- Macromia icterica Lieftinck, 1926
- Macromia ida Fraser, 1924
- Macromia illinoiensis Walsh, 1862
- Macromia indica Fraser, 1924
- Macromia irata Fraser, 1924
- Macromia irina Lieftinck, 1950
- Macromia jucunda Lieftinck, 1955
- Macromia katae Wilson, 1993
- Macromia kiautai Zhou, Wang, Shuai & Liu, 1994
- Macromia kubokaiya Asahina, 1964
- Macromia lachesis Lieftinck, 1971
- Macromia macula Zhou, Wang, Shuai & Liu, 1994
- Macromia magnifica McLachlan in Selys, 1874
- Macromia malleifera Lieftinck, 1955
- Macromia manchurica Asahina, 1964
- Macromia margarita Westfall, 1947
- Macromia melpomene Ris, 1913
- Macromia mnemosyne Lieftinck, 1935
- Macromia moorei Selys, 1874
- Macromia negrito Needham & Gyger, 1937
- Macromia pacifica Hagen, 1861
- Macromia pallida Fraser, 1924
- Macromia pinratani Asahina, 1983
- Macromia polyhymnia Lieftinck, 1929
- Macromia pyramidalis Martin, 1906
- Macromia septima Martin, 1904
- Macromia sombui Vick, 1988
- Macromia sophrosyne Lieftinck, 1952
- Macromia splendens (Pictet, 1843) - seule espèce européenne
- Macromia taeniolata Rambur, 1842
- Macromia terpsichore Förster, 1900
- Macromia tillyardi Martin, 1906
- Macromia unca Wilson, 2004
- Macromia urania Ris, 1916
- Macromia vangviengensis Yokoi & Mitamura, 2002
- Macromia viridescens Tillyard, 1911
- Macromia westwoodii Selys, 1874
- Macromia whitei Selys, 1871
- Macromia yunnanensis Zhou, Luo, Hu & Wu, 1993
- Macromia zeylanica Fraser, 1927